# 和安寨
和安寨，位于中国广东省潮州市潮安区凤塘镇和安村，为潮州市潮安区文物保护单位，类型为古建筑，公布时间为2006年4月。
和安寨的历史年代为明、清。